# C 자료형
C 프로그래밍 언어에서 자료형은 데이터의 특징을 결정하는 메모리 위치나 변수의 선언이다.
C 언어는 정수와 실수형과 같은 기초적인 산술형, 그리고 배열과 복합형을 만드는 문법을 제공한다.

## 기초 자료형

### 기초 자료형의 속성에 대한 인터페이스
limits.h는 C 언어의 표준 라이브러리로, 정수형의 범위를 나타내는 상수들을 정의한다.

#### 상수
| 이름       | 설명                             | 최소 크기(더 클 수 있음) |
| ---------- | -------------------------------- | ------------------------ |
| CHAR_BIT   | char의 비트 수                   | 8                        |
| SCHAR_MIN  | signed char의 최솟값             | -127                     |
| SCHAR_MAX  | signed char의 최댓값             | 127                      |
| UCHAR_MAX  | unsigned char의 최댓값           | 255                      |
| CHAR_MIN   | char의 최솟값                    | SCHAR_MIN 또는 0         |
| CHAR_MAX   | char의 최댓값                    | SCHAR_MAX 또는 UCHAR_MAX |
| MB_LEN_MAX | 멀티바이트 문자의 최대 바이트 수 | 1                        |
| SHRT_MIN   | short int의 최솟값               | -32767                   |
| SHRT_MAX   | short int의 최댓값               | 32767                    |
| USHRT_MAX  | unsigned short int의 최댓값      | 65535                    |
| INT_MIN    | int의 최솟값                     | -2147483648              |
| INT_MAX    | int의 최댓값                     | 2147483647               |
| UINT_MAX   | unsigned int의 최댓값            | 4294967295               |
| LONG_MIN   | long int의 최솟값                | -2147483647              |
| LONG_MAX   | long int의 최댓값                | 2147483647               |
| ULONG_MAX  | unsigned long int의 최댓값       | 4294967295               |

## 같이 보기
- C 언어의 문법